# Maják Kjølnes
Maják Kjølnes (norsky: Kjølnes fyr) je pobřežní maják, který se stojí na pobřeží poloostrova Varanger v oblasti Berlevåg v kraji Finnmark v Norsku. Maják se nachází asi 4 km východně od vesnice Berlevåg.
Maják je činný od 12. srpna do 24. dubna v období polární noci.

## Historie
Maják byl založen v roce 1900, byl to primitivní maják na kerosin s dosvitem do 7,2 nm. V roce 1916 byl postaven nový litinový maják, stavba byla přerušena první světovou válkou. Na majáku bylo rozsvíceno první světlo 1. srpna 1916 a druhé hlavní až v říjnu 1918. Maják byl vysoký 20,8 metrů. Vysílal tři záblesky v intervalu 15 sekund. V období druhé světové války byl zničen a obnoven v letech 1947, v roce 1949 elektrifikován s napojením na dieselgenerátor, v roce 1957 byl napojen na elektrickou síť. V roce 1989 byl maják automatizován, ale obsluha byla až do roku 1994, kdy byl plně automatizován. Maják byl od roku 1994 využíván jako penzion.
Maják je vybaven radarem, jehož racon vysílá signál písmeno K (− • − Morseovy abecedy), dosah 18 nm.
Maják je ve správě Norské pobřežní správy.

## Popis
Betonová hranolová patrová věž s lucernou. Nový maják byl postaven podle návrhů architektů Gudolfa Blakstada a Hermana Munthe-Kaase. K majáku patří obytné a hospodářské budovy, strojovna, garáž pro dvě lodi a přístav. Maják byl vybaven Fresnelovou čočkou, která byla nahrazena světlometem. Věž je bílá, lucerna je červená.
Pro vysokou kulturní a architektonickou hodnotu je maják od roku 1998 kulturní památkou.

## Data
zdroj
- výška světla 25,7 m n. m.
- dosvit 15 námořních mil
- bílé světlo, tři záblesky v intervalu 40 sekund
- svítivost 290 000 cd

označení
- Admiralty: L4180
- ARLHS: NOR-138
- NGA: 14548
- NF: 9633

## Galerie

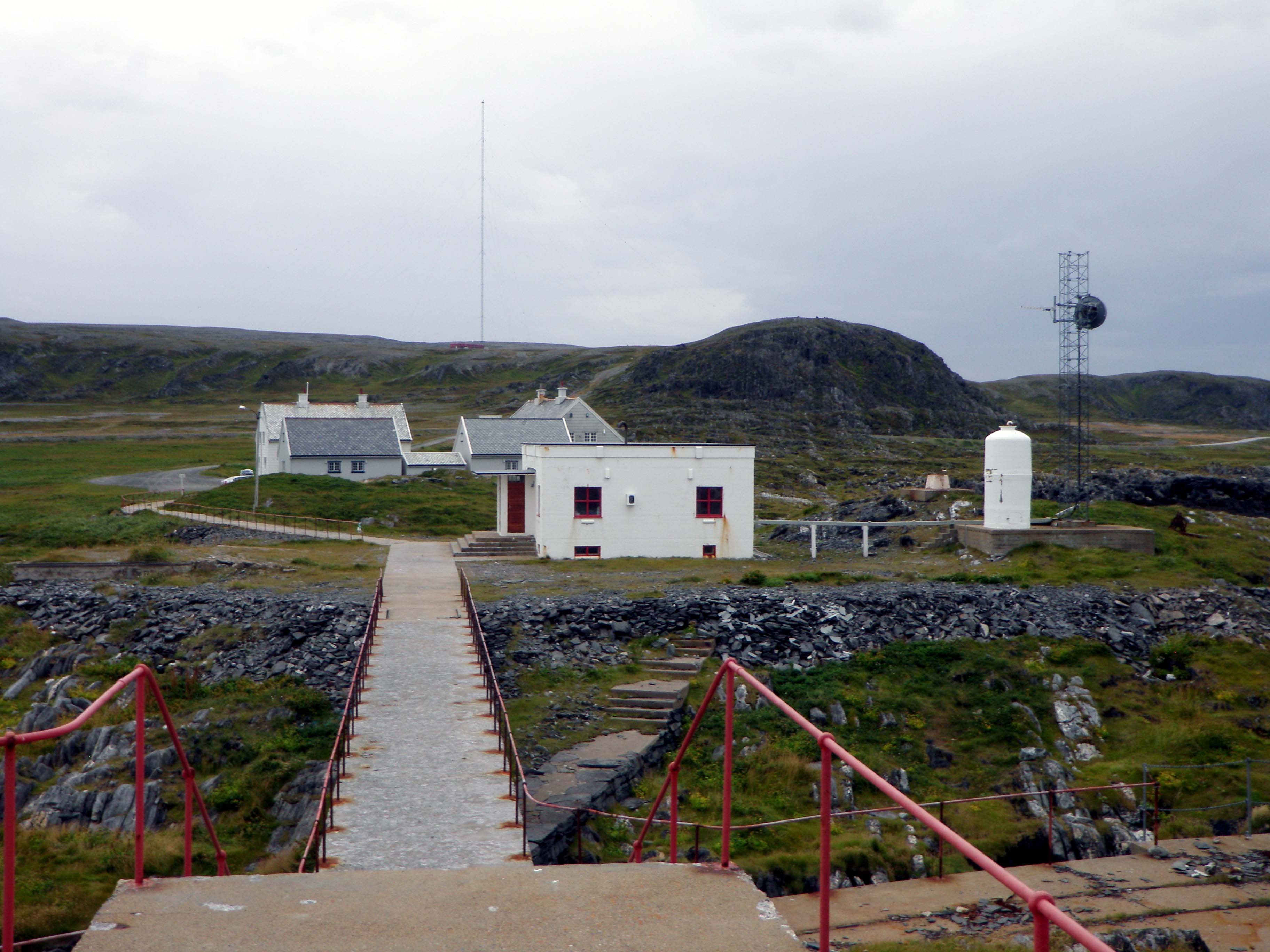
Stanice Kjølnes
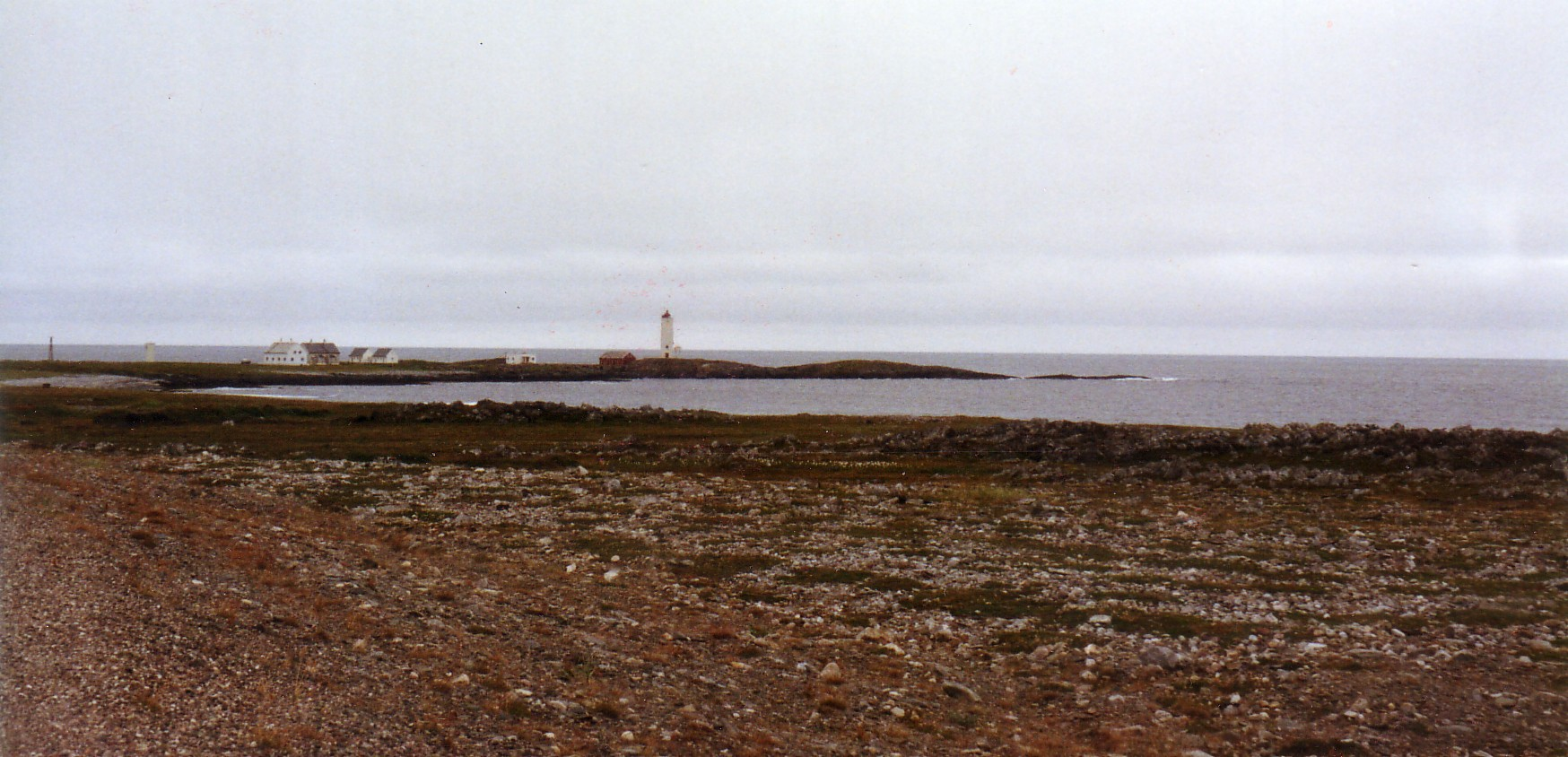
Maják
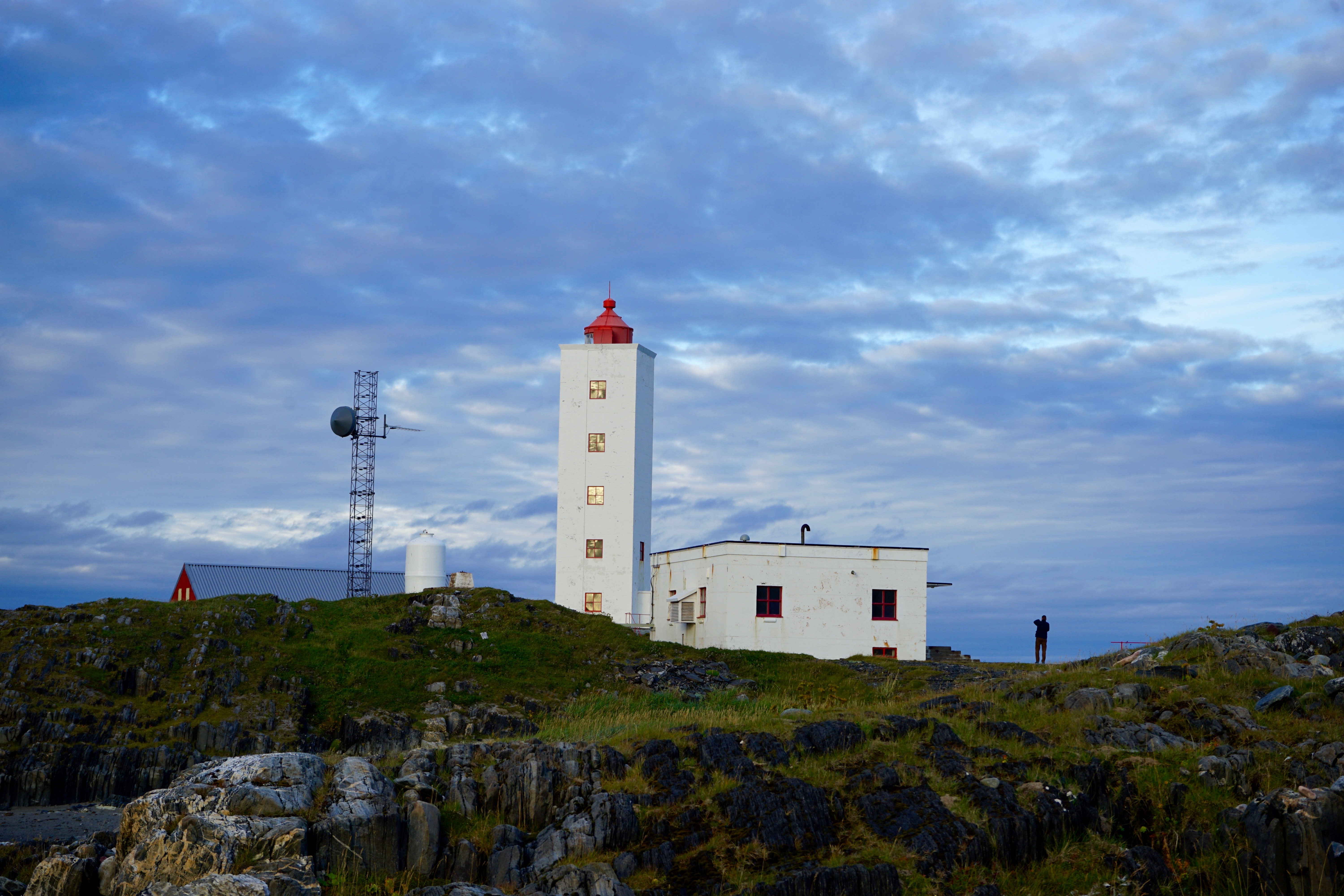
Stanice Kjølnes